# Ђоко Лазарев Поповић
Ђоко Лазарев Поповић (1848—1928), био је српски јунак из Црне Горе. У бици код Вучјег дола посјекао је Селим-пашу.
Додијељена су му готово сва одликовања Црне Горе и Србије, укључујући златну Обилића медаљу и Орден Карађорђеве звезде.